# Outsider (歌手)
Outsider（アウトサイダー、朝鮮語: 아웃사이더、本名: シン・オクチョル（신 옥철）、1983年3月21日 - ）は、大韓民国のヒップホップアーティストである。Sniper Sound所属、兄と共同で Blockbuster Records CEOでもある。2004年デビュー。2010年12月21日に春川102補充隊を通じて江原道原州第一野戦軍司令部の軍楽隊に所属し、2012年9月24日に除隊した。

## ディスコグラフィ
- EPアルバム Come Outside（2004年）
- シングル Speed Star（2006年）
- 第1集 Soliloquist（2007年）
- 第2集 Maestro（2009年）
- 第2.5集 周辺人:The Outsider（2010年）
- 第3集 主人公（2010年）

### 参加・フィーチャリング
- 2005年 Sunday 2pm - 《20歳の証拠(20살의 증거)》
- 2005年 Bonfa - 《Smile Boi》
- 2005年 DS Connexion - 《Listen Up》
- 2006年 031 Project - 《Day by Day,031 Represent》
- 2006年 Amigo - 《Outro》
- 2006年 Csp - 《One Night》
- 2006年 Deffinite - 《Curse Fight》
- 2006年 Maslo - 《夢 VS 現実(꿈 VS 현실)》
- 2006年 I.F - 《おかしい？(이상해?)》
- 2006年 Brown Sugar - 《甘い人生(달콤한 인생),I Just Wanna Be With You》
- 2007年 公明正大(공명정대) - 《オ2クYa(어2쿠Ya)》
- 2007年 MC Sniper - 《Run＆Run,Better than Yesterday》
- 2007年 Elcue - 《Time 2 Shine 2》
- 2007年 Trespass - 《Gossip Talk》
- 2007年 Lyrical D - 《君へ向かう道(너에게로 가는 길)》
- 2007年 Marco - 《Outro(Automatic Response)》
- 2008年 Cross K.C - 《So What》
- 2008年 Swagger - 《Hello New World》
- 2008年 MC.HA - 《歌うたい(소리꾼)》
- 2009年 Flamini - 《Represent Me》
- 2009年 Sniper Sound Compilation Album 《One Nation》
- 2009年 Single 《ファンタスティック プロジェクト Vol.1 – 心臓病》 - アウトサイダー＆MCスナイパーWithホラン
- 2009年 シン･テグォン(신태권) - 《Happy Ending》
- 2009年 K.Will - 《催眠(최면)》
- 2009年 MC Sniper - 《菊の香り(국화꽃향기)》
- 2010年　アニメ　ゴーストメッセンジャー オープニング曲 《CONNEXION》
- 2010年 ZY - 《Gotta Let'Cha》
- 2010年 LMNOP - 《君は知らない(넌 몰라),リップスティック(립스틱)》
- 2010年 J'Kyun - 《クールなふり(쿨한 척)》
- 2010年 Blockbuster Compilation Album 《ファンタスティック4》
- 2010年 キルミ(길미) - 《愛は戦争だ(사랑은 전쟁이다)
- 2010年 ファヨビ(화요비) - 《Baby Gone Baby Gone》
- 2010年 L.E.O - 《Hey hEy heY日記帳を広げて(일기장을 펼치고)》
- 2013年 KBS 2TVドラマ「秘密」 - 《Secret Love》 - with RAINBOWジスク

## エピソード
- 1秒21音節はアメリカのリッキー・ブラウンの16.5音節を上回り、世界一になる。現在はギネス記録になっている[要出典]。
- 2枚目のアルバムのタイトル曲「ひとりぼっち」は月間ランキング1位になるほどの人気を集めた。

## カラオケで歌える曲
DAM
- ひとりぼっち 6869-98
- 周辺人 6665-62

ジョイサウンド
- ひとりぼっち 144122
- 周辺人 68188
- 主人公 144415
- 心臓病 (Outsider & MC Sniper & ホラン) 68145